# 卡西莫夫

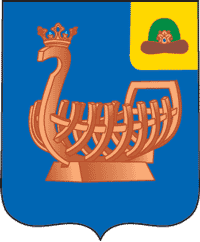
城镇的盾徽

卡西莫夫是俄羅斯中央聯邦管區梁贊州（Ryazan Oblast）的一個城鎮，也是該州卡西莫夫區（Kasimovsky District）的行政中心。這個城鎮座落於奥卡河（Oka River）的左岸。
这个地区的最初居民是芬兰-乌戈尔人梅谢拉部落，他们后来被俄罗斯和鞑靼人同化了。
城市最早由弗拉基米尔-苏兹达尔大公国大公尤里·多尔戈鲁基于1152年建立，起初名字叫戈德茨，后来改名为戈德茨·美斯奇洛斯基（俄语 ）。1376年城市被蒙古人摧毁，但很快被重建，重建后名为Novy Nizovoy（新低地）。1445年的蘇茲達爾戰役（Battle of Suzdal）後，大公瓦西里二世被囚，美斯奇奥拉族人的土地被送給兀魯·穆罕默德可汗（Olug Moxammat）以換取大公的性命。1452年，莫斯科大公瓦西里二世將這個城鎮送給喀山汗國王子卡西姆汗（Qasim khan），后者在这里建立了卡西姆汗国。卡西姆汗一開始是擔任大帳汗國（Big Horde）的贡品檢閱員，不過後來服務於俄國之下。其他的紀錄則是說卡西姆和他的兄弟尤蘇夫（Yusuf）是在和他們的兄弟马赫穆提克（Mahmudek）爭奪王位失利後逃出喀山汗國。1471年後，這個城鎮被稱呼為卡西姆城（Qasím city）。它成為卡西姆汗國（Qasim Khanate）的首府，一直到1681年汗國被重新合併到俄羅斯為止。
15世紀在那邊重新定居的韃靼人族群被稱為卡西姆韃靼人，說的是和塔塔尔语的中古韃靼方言（Middle Tartar dialect）混合之後的米薩方言（Mishar dialect）。
13世紀以來，卡西莫夫一直是这个区域的伊斯蘭教中心之一，屬金帳汗國轄下。
17世紀，卡西莫夫被分成3部分：
- 舊城區（İske Bistä）及韃靼城區（Tatar Bistäse）由卡西莫汗國的可汗和韃靼貴族管理；
- 俄羅斯人聚居的地區，由莫斯科管理；
- 由俄羅俄總督管理。

## 人口
- 1910年 – 17,000
- 2000年 – 38,000

說韃靼語的人口： 
- 1910年 – 1,000  - 2,000
- 2000年 – 500

## 歷史建築
- 石清真寺 (1467年)
- Shahgali (Şahğäli) 汗陵 (1555年)
- Afghan Moxammad (Äfğan Möxämmäd) 汗陵 (1658年)